# ويليام ألان نيلسون
ويليام ألان نيلسون (بالإنجليزية: William Allan Neilson)‏ هو معجمي وكاتب وصحفي أمريكي، ولد في 28 مارس 1869 في اسكتلندا في المملكة المتحدة، وتوفي في 1946 في الولايات المتحدة.